# Abia
L'État d'Abia est l'un des trente-six États de la république fédérale du Nigeria. Sa capitale est Umuahia. Il a été créé le 27 août 1991.

## Géographie

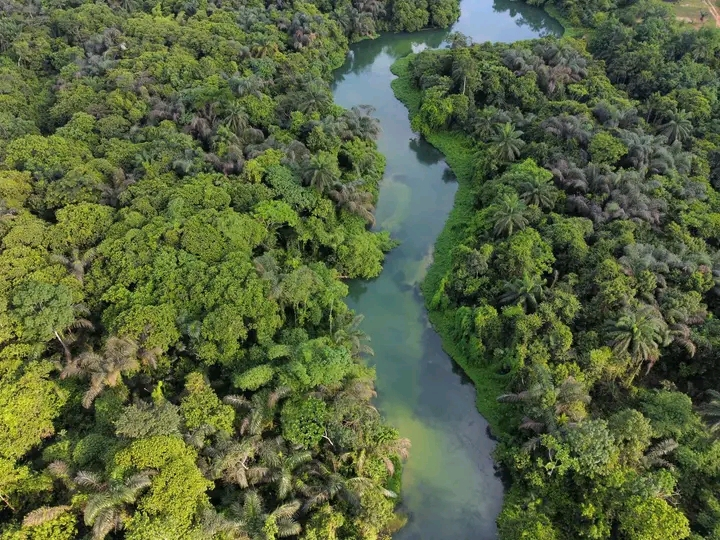
La rivière Aba, dans l'État d'Abia.

Abia s'étend sur 6 320 km2 dans le sud du Nigeria et est bordé par les États de Rivers au sud, d'Imo à l'ouest, d'Enugu et d'Ebonyi au nord, et de Cross River et d'Akwa Ibom à l'est. Il est principalement arrosé par l'Aba.
Les principales villes sont Aba, la plus peuplée, Umuahia, Bende, Ohafia et Afikpo.
La végétation est de type forêt tropicale avec seulement deux saisons : la saison des pluies de mars à octobre avec une pause en août, et la saison sèche de novembre à février.

## Histoire

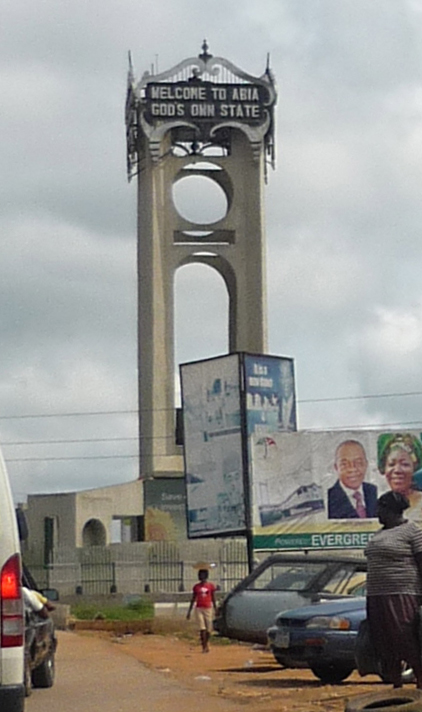
La tour d'Abia à Umuahia.

L'État d'Abia a été créé le 27 août 1991 sous l'administration du président Ibrahim Babangida à la suite d'un redécoupage de l'État d'Imo. Son nom est formé à partir des initiales des quatre groupes ethniques majoritaires lors de la création de l'État : Aba, Bende, Isuikwuato et Afikpo.

## Politique et administration
L'État est représenté par huit sièges à la Chambre des représentants  et par trois sénateurs.
Abia est dirigé par un gouverneur, élu pour quatre ans. De 2015 à 2023, la fonction est occupée par Okezie Ikpeazu (en), du Parti démocratique populaire. Le pouvoir législatif est exercé par une assemblée de 24 membres, élus pour quatre ans.

### Divisions
L'État est divisé en 17 zones de gouvernement local :
| LGA               | Capitale     | Population (1991) |
| ----------------- | ------------ | ----------------- |
| Aba South         | Aba          | 494 152           |
| Aba North         | Eziama       | 494 152           |
| Osisioma          | Osisioma     | 325 406           |
| Ugwunagbo         | Ugwunagbo    | 325 406           |
| Obingwa           | Mgboko       | 325 406           |
| Arochukwu         | Arochukwu    | 91 617            |
| Bende             | Bende        | 128 227           |
| lkwuano           | Isiala Oboro | 59 968            |
| Isiala Ngwa North | Okpula Ngwa  | 93 899            |
| Isiala Ngwa South | Ornoba       | 100 796           |
| Ohafia            | Ebem Ohafia  | 140 211           |
| Nneochi           | lsuochi      | 148 054           |
| lsuikwuato        | Nbalano      | 148 054           |
| Ukwa West         | Okeikpe      | 48 884            |
| Ukwa East         | Akwete       | 31 961            |
| Umuahia North     | Umuahia      | 213 630           |
| Umuahia South     | Anumi        | 213 630           |

## Économie
L'économie de l'État est principalement basée sur ses importantes ressources en pétrole et en gaz naturel. La région de Lokpaukwu est aussi riche en métaux : plomb, zinc et cuivre.

## Culture

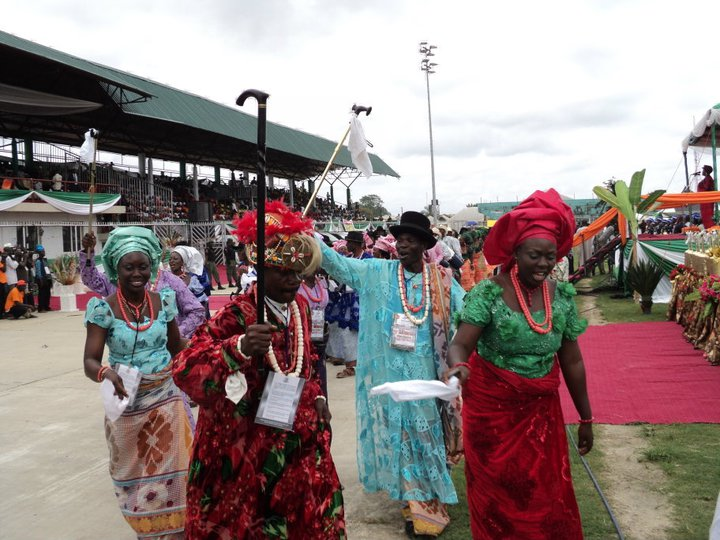
Délégation de État d'Abia lors d'un festival culturel.

### Art
Chaque communauté de l'État d'Abia a ses propres festivals célébrant ses dieux et déesses. Cependant, le début de la saison des semences et le début de la saison des moissons sont fêtés par tous chaque année. Le festival de l'igname nouveau dédié au dieu Chukwu est le plus important de l'État.
L'artisanat d'art inclut notamment les chaises, les cannes de marche, les mortiers et pilons, les gongs... Mais l'article le plus notable est probablement le tissu traditionnel d'Akwete.

### Religion
Les habitants sont principalement chrétiens, avec des communautés islamiques (rares dans le sud-est Ibo) et animistes, notamment avec une forte réminiscence du culte dédié au dieu Chukwu. Comme dans tout le pays, on observe une présence très forte des protestants évangéliques. L'État abrite aussi quelques juifs qui disposent d'une synagogue à Aba.

## Personnalités
- Uche Chukwumerije (1939-2015), sénateur représentant Abia-Nord entre 2003 et 2015.
- Chika Chukwumerije (né en 1983), taekwondoïste.
- Alexx Ekubo (né en 1986), acteur et mannequin.
- Chinedu Ikedieze (né en 1977), acteur et entrepreneur.
- Fortunatus Nwachukwu (né en 1960), évêque catholique.